# Javad Owji
Javad Owji (Mashhad, 24 luglio 1966) è un politico e ingegnere iraniano, ministro del petrolio nel governo Raisi.